# Nelonen
Nelonen (eller: IV divisioona) er den femtebedste række i finsk fodbold, bestående af 159 klubber fordelt i 14 puljer efter klubbernes geografiske placeringer. 